# Доброво (Словения)
Доброво (словен. Dobrovo, итал. Castel Dobra, нем. Dobra) — село в западной части Словении, в исторической области Словенское Приморье в регионе Горишка общины Брда.
Расположено на дороге, которая соединяет Фриулинскую равнину и долину реки Соча.

## История

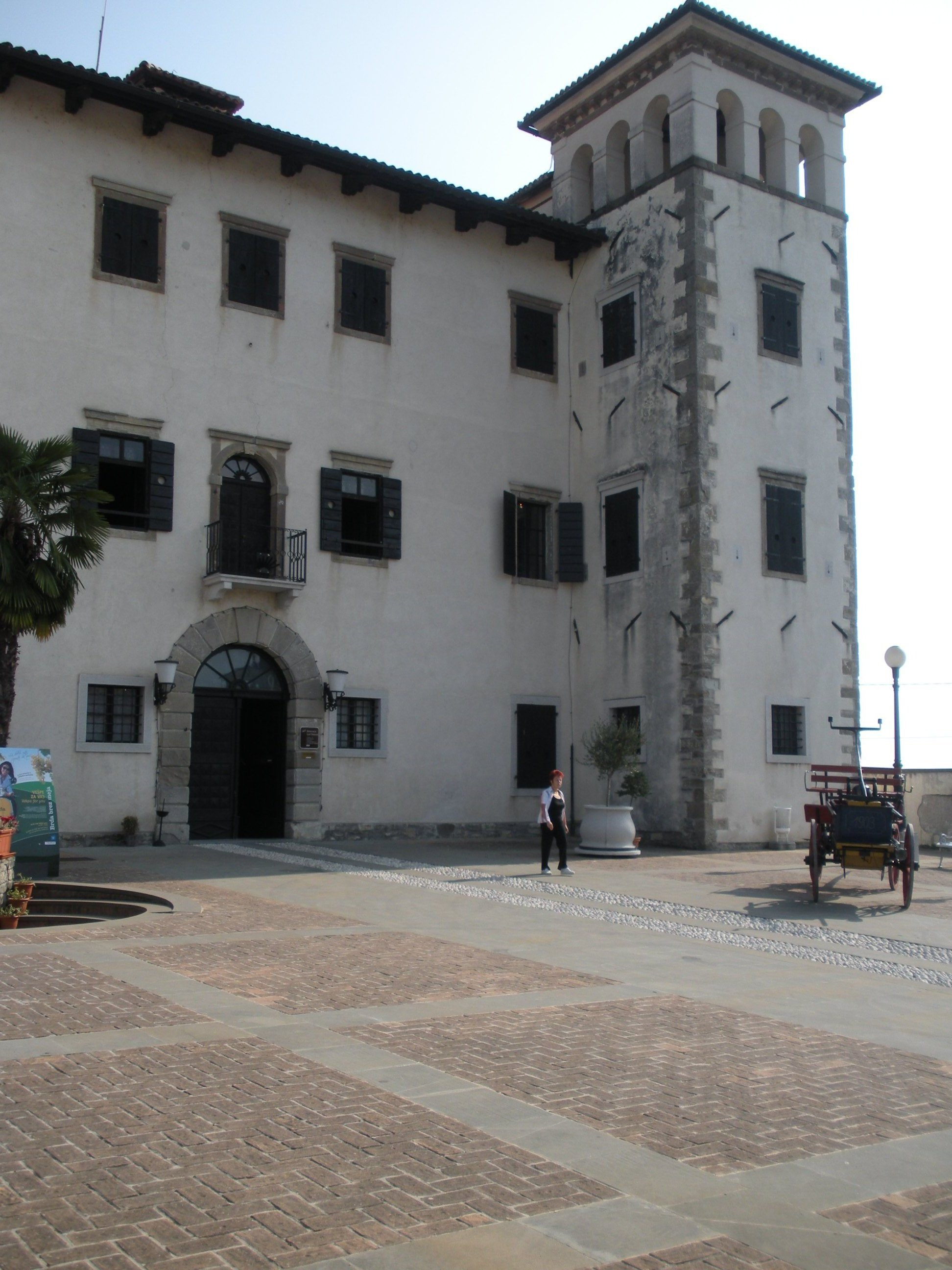
Замок Доброво

Ещё в XIII веке в Доброво стоял замок, который с течением столетий разрушался. На его месте в начале XVII века выросло замковое строение эпохи Возрождения, которое до настоящего времени достаточно хорошо сохранилось и считается одним из красивейших замков в провинции Гориция. Замок в основании представляет собой почти правильный квадрат с симметричными угловыми башнями. Стена была возведена, вероятно, в период второй Венецианской войны (1615–1617), а после того, как угроза нападения отпала, превратилась в аркадный коридор, а одна из башен – в капеллу, посвященную Св. Антонию из Падуи. Стены капеллы украшают снятые оригиналы и копии готических фресок с территории северного Приморья.
В замке находится галерея с произведениями художника Зорана Мушича и музея с местной коллекцией.